# Gonomyia subtenella
Gonomyia subtenella là một loài ruồi trong họ Limoniidae. Chúng phân bố ở miền Cổ bắc.